# Hiroyuki Omichi
Hiroyuki Omichi (født 25. juni 1987) er en tidligere japansk fodboldspiller.
Han har spillet for flere forskellige klubber i sin karriere, herunder Kashima Antlers og Fagiano Okayama.